# Javier
Javier es un nombre propio masculino de la religión católica que tiene su origen en el santo católico Francisco de Javier. El nombre de este personaje deriva de su lugar de nacimiento, el castillo de Javier en Navarra; por su parte, el nombre de este lugar proviene del vasco etxe berri, que significa 'casa nueva'. La variante femenina del nombre es Javiera y su hipocorístico más usado Javi. Actualmente es un nombre muy popular tanto en España como en Hispanoamérica y, en cierta medida, en Guinea Ecuatorial.

## Variantes
| Variantes en otros idiomas | Variantes en otros idiomas |
| -------------------------- | -------------------------- |
| Aragonés                   | Chabier                    |
| Gallego                    | Xabier                     |
| Euskera                    | Xabier                     |
| Alemán                     | Xaver                      |
| Asturiano                  | Xabel                      |
| Catalán                    | Xavier                     |
| Inglés                     | Xavier                     |
| Francés                    | Xavier, Javert             |
| Italiano                   | Saverio                    |
| Húngaro                    | Xavér                      |
| Latín                      | Xaverius                   |
| Polaco                     | Ksawery                    |
| Portugués                  | Xavier                     |
| Sardo                      | Dxavier [dʒavier]          |